# SN 2006cw
SN 2006cw – supernowa typu II odkryta 5 czerwca 2006 roku w galaktyce A150301+2141. W momencie odkrycia miała maksymalną jasność 19,40m.